# Ласточкін Ігор Сергійович
І́гор Сергі́йович Ла́сточкін (нар. 21 листопада 1986, Шимкент, Казахська РСР, СРСР) у офіційних документах місцем народження вказано Ташкент, Узбецька РСР— український актор і капітан команди КВК «Збірна Дніпропетровська». З 2015 року тренер «Ліги Сміху». У 2016 році став ведучим програми «Розсміши коміка».

## Біографія
Ігор Сергійович Ласточкін народився 21 листопада 1986 року в Шимкенті. До 11 років жив в місті Шимкент, а потім переїхав до Ташкента. Жив у бабусі в квартирі разом з братом Антоном. У 2004 році закінчив середню школу № 110 в Ташкенті. Після цього вступив до Національної металургійної академії України на металургійний факультет кафедри металургійного палива і відновників. Отримав диплом про вищу освіту в 2009 році.
У 2025 році долучився до лав Збройних сил України. Проходить службу в 93-й окремій механізованій бригаді.

## Кар'єра
У першій своїй мініатюрі в студентські роки в «першокурсників» йому довелося грати перелякану людину. Хоча слів у нього не було, він настільки сильно хвилювався, що його персонаж дійсно вийшов переляканим. За свою кар'єру КВКшника Ігор Ласточкін грав за дніпропетровські команди «+5» і «Сталевий проєкт», а в Збірну Дніпропетровська прийшов у 2008 році, де його прийняли дуже тепло. Спочатку капітанських конкурсів команда не грала, але в один день хлопці запропонували йому стати капітаном. Він погодився. Найскладнішою грою у своїй кар'єрі вважає 1/8 фіналу Вищої ліги КВК 2011 року. Тоді у команди не було ні досвіду, ні коштів на реквізит, ні часу на підготовку. Після приїзду до Москви все пішло шкереберть. Результатом став провал виступу. Виступ на сцені КВК привів Ласточкіна в COMEDY CLUB DNEPR STYLE, резидентом якої він став. З 2013 року знімається у серіалі «Країна У». У 2014 році він був прийнятий в групу скетчу «Одного разу в Росії» (ТНТ). Цього ж року узяв участь у телепроєкті «Почуття гумору» («Перший канал»).
З лютого 2015 року один із членів журі та тренер гумористичного фестивалю «Ліга сміху».
У 2021 році брав участь у шоу «Ліпсінк Батл» де парадував пісню «Дикі танці».
У 2022 році після повномаштабного вторгнення росіян в Україну займався збором коштів на волонтерських засадах.
У березні 2025 року доєднався до 93-ї окремій механізованій бригаді Холодний Яр .

## Нагороди
- Віцечемпіон Вищої Ліги КВК 2013 року;
- Володар двох Малих КіВіКів 2012, 2013 років;
- Володар Кубка Президента України у 2012 році.
- Тренер-чемпіон другого сезону «Ліги сміху» (2016). У 2017 році разом з Юрієм Горбуновим розділив перше місце третього чемпіонату України з гумору «Ліга Сміху», привівши дебютанта чемпіонату до кубку. Перше місце зайняли «Стоянівка» (Молдова) та «Загорецька Людмила Степанівна» (Львів, Україна). Виграв в фіналі «Танці з зірками» (2018)[4].

## Особисте життя
3 червня 2011 року Ігор Ласточкін одружився з Анною Португаловою. Має сина. Його ім'я Радмір Ігорович Ласточкін.

## Фільмографія
- 2013—2016 — «Країна У» — Ігор.
- 2014—2016 — «Казки У» — Ілля Муромець.
- 2014—2017 — «Одного разу в Росії».
- 2014 — «Почуття гумору» («Перший канал»).
- 2017—2018 — «Готель „Галіція“» — Андрій (головна роль)[1].
- 2018 — «Сімейка У» — Ігор.
- 2020 — «Країна У 2.0» — охоронець Валєра.
- 2021 — «Країна У 2.1» — охоронець Валєра.
- 2021 — «Країна У 2.2» — охоронець Валєра.
- 2023—2024 — «Волонтери» — Ігор.
- 2024 — «Якщо чесно» — Андрій (головна роль).